# نيك ستيفنز
نيك ستيفنز (بالإنجليزية: Nick Stevens)‏ (20 مايو 1994 - ) هو لاعب كريكت أسترالي.

## وصلات خارجية
- نيك ستيفنز على موقع إي آس بي آن كريك إنفو (الإنجليزية)